# Aeolus (hockeyclub)
Aeolus was een Nederlandse hockeyclub uit Rotterdam.

## Ontwikkeling en fusie
De club ontstond op 17 april 1934 uit RKSV Aeolus een Katholieke Rotterdamse voetbalvereniging die in 1927 werd opgericht. Er werd gespeeld op een terrein aan de Abraham van Stolkweg achter de (inmiddels gesloopte) Energiehal in de Blijdorpse polder. Van 2001 tot 2011 fungeerde Aeolus nog slechts als satellietclub van hockeyclub Rotterdam. Aeolus bestond daarbij feitelijk maar uit 2 teams: Heren 1 en Dames 1. Nadat hockeyclub Rotterdam deze samenwerking beëindigde in 2011, is Aeolus als kleinste club van Nederland (44 leden) gefuseerd met hockeyclub Leonidas.
HC Aeolus werd opgericht in hetzelfde jaar als Leonidas. Vanaf de oprichting tot de eeuwwisseling waren Aeolus en Leonidas in Rotterdam verwante verenigingen, omdat beide van oorsprong katholiek waren. In de jaren 50 was zelfs serieus sprake van een fusie. Vanaf 2001, toen Leonidas sterk ging groeien, ging Aeolus juist een heel andere kant op. Zij kreeg de rol van satellietclub van HC Rotterdam, nog slechts bestaande uit Heren 1 en Dames 1 die op het terrein van HCR aan de Hazelaarweg hun thuiswedstrijden speelden. Met succes want beide teams speelden de laatste jaren een gedegen partij in de Overgangsklasse. Toen HCR begin 2011 aangaf een ander beleid te gaan voeren waar geen plaats meer was voor Aeolus, hebben de spelers en speelsters na een turbulent voorjaar half mei 2011 gevraagd of Leonidas wilde fuseren. Op 5 augustus 2011 werd deze fusie beklonken middels een bijzondere algemene leden vergadering van beide verenigingen.

## Record
In 2002 promoveerden de heren uit de Vierde klasse met een flink doelsaldo (234 voor en 14 tegen). Zes seizoenen later in 2008 debuteerden de heren in de Overgangsklasse. In zes seizoenen zijn de heren van de club viermaal gepromoveerd en dat is in het Nederlandse hockey een recordprestatie.